# Denticnema bidentata
Denticnema bidentata är en skalbaggsart som beskrevs av Dombrow 2007. Denticnema bidentata ingår i släktet Denticnema och familjen Melolonthidae. Inga underarter finns listade i Catalogue of Life.